# إرنست جونز (لاعب كرة قدم أمريكية)
إرنست جونز (بالإنجليزية: Ernest Jones) هو لاعب كرة قدم أمريكية أمريكي، ولد في 1 أبريل 1971 في أوتيكا في الولايات المتحدة.

## وصلات خارجية
- إرنست جونز على موقع مرجع كرة القدم المحترفة.كوم (الإنجليزية)